# Bjarnarfoss
Bjarnarfoss – islandzki wodospad osiągający 79 m wysokości znajdujący się w regionie Vesturland na półwyspie Snæfellsnes. Woda spada z bazaltowego klifu, który powstał w wyniku działalności wygasłego wulkanu Maelifell, w dwóch wyraźnych kaskadach, oddzielonych jedynie niewielką przerwą. Wodospad wraz z otaczającymi go kolumnowymi skałami znajduje się na Rejestrze Ochrony Przyrody. W 2018 roku atrakcja turystyczna w Bjarnarfoss otrzymała nagrodę środowiskowej Islandzkiej Rady Turystycznej.